# Storsporig klubbsvamp
Storsporig klubbsvamp (Clavariadelphus sachalinensis) är en svampart som först beskrevs av Sanshi Imai, och fick sitt nu gällande namn av Corner 1950. Enligt Catalogue of Life ingår Storsporig klubbsvamp i släktet Clavariadelphus,  och familjen Clavariadelphaceae, men enligt Dyntaxa är tillhörigheten istället släktet Clavariadelphus,  och familjen Gomphaceae. Arten är reproducerande i Sverige. Inga underarter finns listade i Catalogue of Life.